# Louis Flury-Hérard
Le capitaine Louis Joseph Bertrand Flury-Hérard est un compagnon de la Libération né le 2 mars 1898 à Melun et mort le 3 juin 1941 au Soudan.

## Biographie
Fils d'un officier, il s'engage, le 4 novembre 1916, comme volontaire au 26e Bataillon de chasseurs à pied, puis passe, en juin 1917, au 66e Bataillon de chasseurs à pied. Il est blessé par un éclat d’obus à Juvincourt. Louis Flury-Hérard est affecté au centre d’instruction des élèves officiers de Saint-Cyr en février 1918 et passe aspirant en août 1918. Passé dans l’aviation, il est breveté observateur et est promu sous-lieutenant.
En novembre 1919, retourné à la vie civile, il devient banquier. Lieutenant de réserve depuis le 3 mars 1925, il est mobilisé au mois d'août 1939. Reprenant l’entraînement sur des appareils modernes, il devient instructeur à la base aérienne 120 de Cazaux.
Le 24 juin 1940, il rejoint l'Angleterre après l'armistice et s'engage dans les FAFL avec le grade de capitaine. Il est alors nommé commandant adjoint de l'escadrille de bombardement "Topic", sous les ordres de Jean Astier de Villatte.
En octobre 1940, il rejoint Takoradi (Ghana) avec son escadrille qui est rattachée aux Forces aériennes équatoriales françaises libres pour former avec l'escadrille "Menace" le Groupe réservé de bombardement no 1 (GRB1), sous les ordres du commandant Astier de Villatte. Ce groupe a été créé au Tchad à l'initiative du général de Larminat, haut commissaire de la France Libre pour l'Afrique équatoriale.
Le GRB1, équipé de Blenheims, participe au soutien des troupes du colonel Leclerc dans les opérations du désert de Libye.
En 1941, le capitaine Louis Flury-Hérard, observateur sur bombardier Blenheim, organise et prend part aux opérations et à la victoire de Koufra.
Il meurt le 3 juin 1941 au Soudan anglo-égyptien, à proximité de El Fasher, lors d'un accident aérien en rejoignant l'escadrille du groupe en opération sur l’Abyssinie. Les 3 autres membres de l'équipage (pilote, radio-mitrailleur et mécanicien) périssent aussi,.

## Décorations
- Chevalier de la Légion d'honneur (2 février 1940)
- Compagnon de la Libération par décret du 21 juin 1941[4]
- Croix de guerre 1914–1918
- Croix de guerre 1939–1945  avec palme
- Médaille de la Résistance française avec rosette par décret du 11 mars 1947[6]
- Médaille coloniale  agraphe "Koufra"
- Médaille commémorative de la guerre 1914–1918